# Pieroth Wein
Die Pieroth Wein GmbH (vormals WIV Wein International AG bzw. Pieroth Wein AG) ist ein international tätiges Weinhandelsunternehmen mit Sitz in Burg Layen, einem Ortsteil von Rümmelsheim. Kerngeschäft ist der Vertrieb von Weinen, Sekten und Spirituosen direkt an den Endverbraucher.

## Geschichte
Im Jahr 1953 entwickelten die Brüder Kuno und Elmar Pieroth eine neue Art der Weinvermarktung. Durch die damals eingeschränkte Mobilität der Kunden begannen die Brüder den Wein ihres Weingutes dem Kunden direkt zu liefern. Das Weingut Pieroth war das erste Weingut in Deutschland, das seine Weine über den Direktvertrieb verkaufte.
Die Pieroth Wein GmbH gehört zu 96,9 % der in Besitz der Familie Pieroth befindlichen PBG Beteiligungsgesellschaft mbH, Rümmelsheim (PBG). Die Pieroth Wein GmbH hält eigene Anteile in Höhe von 3,1 %. Das Gesamtgeschäft der PBG-Gruppe gliedert sich in die Business Unit Direktvertrieb (Pieroth Wein GmbH, Burg Layen, und zugehörige Tochtergesellschaften, „Pieroth Wein-Gruppe“), die Business Unit Großhandel (Hallgarten) sowie die Business Unit Messebau (mac und zugehörige Tochtergesellschaften).
Zur Pieroth-Wein-Gruppe gehören Gesellschaften in Deutschland, Großbritannien, Österreich, Schweiz und Italien. Das Japan-Geschäft wurde 2021 veräußert. Der Umsatz der Pieroth-Wein-Gruppe betrug 2020 183 Millionen Euro bei 11,1 Millionen verkauften Flaschen.
Im Jahr 1985 war das Unternehmen in den Glykolwein-Skandal verwickelt. In einem Abfüllbetrieb des Unternehmens wurden dabei deutsche Weine mit österreichischen Wein verschnitten, der mit Glykol gepantscht war. Die meisten der mit Frostschutzmittel verschnittenen Weine in der Bundesrepublik Deutschland stammten aus dieser Firmengruppe. Durch den Glykolwein-Skandal wurden die Strukturen und Verzweigungen des Unternehmens, welche dieses bisher immer verschwiegen hatte, offenbar. Dabei war das Unternehmen durch den großen Vertrauensverlust beinahe insolvent gewesen. Vor dem Skandal war es mit 3600 Mitarbeitern und einem Jahresumsatz von 640 Millionen DM der größte Weinvertrieb der Bundesrepublik Deutschland gewesen. Daraufhin änderten die Inhaber den Firmennamen in WIV Wein International. 2018 kehrte das Unternehmen wieder zurück zu seinen alten Firmennamen und firmiert wieder unter Pieroth.
Die Pieroth Wein GmbH und ihre Unternehmenstöchter verkaufen ihre Weine im Direktvertrieb über rund 350 Vertreter (Weinberater genannt) sowie über einen Online-Shop. Die unter Pieroth Retail (vormals Vino) firmierenden-Läden verkaufte Pieroth 2019 an die zur Reh-Gruppe gehörende Schloss Wachenheim AG. Pieroth ist die viertgrößte Weinhandelskette Deutschlands.